# Ipomoea decemcornuta
Ipomoea decemcornuta es una especie fanerógama de la familia Convolvulaceae.

## Clasificación y descripción de la especie
Herbácea voluble, anual; tallo ramificado, anguloso; hoja ovada, de (3)4 a 7 cm de largo, de 1.8 a 3.5 cm de ancho, ápice acuminado, haz con algunos pelos, envés glabro o escasamente pubescente; inflorescencia con 5 a 10 flores; sépalos desiguales, de 2.5 a 3.5 mm de largo, los exteriores más pequeños, elípticos, los interiores suborbiculares a anchamente elípticos; corola con forma de embudo (infundibuliforme), de 2 a 2.5 cm de largo, azul-violácea, el tubo más claro; el fruto es una cápsula subglobosa, de unos 3 mm de largo, bilocular, con 4 semillas.

## Distribución de la especie
Especie endémica de México. Se distribuye en la vertiente occidental del país, en la Sierra Madre del Sur, en los estados de Sinaloa, Jalisco, Michoacán y México.

## Ambiente terrestre
Se estima que se desarrolla entre los 1000 y 1200 m s.n.m. Florece de agosto a octubre.

## Estado de conservación
No se encuentra bajo ningún estatus de protección.